# 民航公司010號班機空難
民航公司010號班機曾是中華民國民航空運公司從香港啟德國際機場（現已關閉）至中華民國台北松山機場的定期班機，航班編號CT-010。於1968年2月16日，由被稱為「超級翠華號」的B-1018波音727-92C執行此航班，失事墜毀於臺北縣林口鄉湖南村（今新北市林口區林口國中及家樂福林口店交接處，面對台北市區松山機場跑道方向），共造成22人死亡，42人受傷。

## 經過
當天晚上，「超級翠華號」從香港返回台北松山機場。台北近場管制許可客機以儀表著陸系統直接進場，隨即將010號班機交給松山塔台，飛機航向、航跡均正常；天氣狀況亦良好。可是，機長Hugh Hicks突然發覺飛機進場高度過低，立即將節流閥拉起企圖重飛。其後黑盒子的通話記錄器亦記錄了機長在飛機觸地剎那驚叫：「Go to hell！」飛機隨即觸及地面的樹木及房屋，並起火燃燒。
駐松山機場的消防隊及駐台美軍立即展開搜救，在火海及泥濘中拯救傷者。最終，機上63人中，21人死亡，並造成一名地面農舍居民死亡。

## 調查
3月4日，交通部民用航空局的調查小組公佈調查報告，指出事件主因乃機員失誤。因為：
- 機員在發現飛機高度過低時，即時加速離地，顯示當時機件正常；
- 當時的天氣狀況良好；
- 空難前後2小時，先後有6架飛機進場並正常著陸，證明機場之降落系統正常運作；
- 機員跟航空交通管制員的通話亦正常。

## 事故之後
肇事的727客機是由民航空運公司向美國南方空運公司（彼時仍為中情局美國太平洋公司旗下公司）租用的，1966年首飛，是當時民航空運公司機隊中唯一的噴射客機；該727客機亦是民航空運公司唯一飛行國際線的航機。當空難發生後，民航空運公司的國際航線再沒有復航，其在台灣的地位亦被中華航空所取代。直至1975年，民航空運公司亦遭清盤結業。
30年後（1998年）的同一天，中華航空676號班機由印尼峇里飛返台灣，於台灣桃園縣大園鄉（今桃園市大園區）墜毀，202人死亡。

## 其他
由於當年航空交通管制的雷達未能顯示飛機的飛行高度，因此未能了解為何10號班機為何該飛機的高度會無故降低。直至1972年12月29日，東方航空401號班機於美國邁阿密失事，美國當局才開始引進改良過的雷達，顯示航班的飛行高度資料。

## 外部連結
- AirDisaster.Com對此事件的紀錄 （页面存档备份，存于）